# Тервеническая икона Божией Матери
Те́рвеническая икона Божией Матери — почитаемая в Православной церкви икона Богородицы. Является списком с Ка́сперовской иконы Божией Матери, особо почитаемой в Одессе. C 1992 года находится в Покрово-Тервеническом женском монастыре Санкт-Петербургской епархии. Была прославлена множеством чудес и является особо почитаемой святыней обители. Празднование иконе совершается 1 (14) октября в день Покрова Божией Матери и 19 мая (1 июня) — день основания Покрово-Тервенического монастыря.

## История
В начале 1990-х годов Божия Матерь явилась в тонком сне основателю и духовнику монастыря иеромонаху Лукиану в ответ на молитвы о даровании святынь новой Тервенической обители: Богородица стояла на воздухе над Тервенической землей, у Её ног лежала икона, подобная Касперовской, из-под которой струилась вода. Божия Матерь указывала рукой на лежащую икону.
Вскоре после явления виденная во сне икона была найдена в мастерской одесской художницы Марии Ивановны Барановой. Список с Касперовской иконы Божией Матери, выполненный художницей, в точности повторял образ, на который указала Богородица. После усиленных просьб в начале зимы (в дни праздника Сретения Господня) 1992 года Мария Ивановна подарила дорогую для неё икону новому монастырю. А уже 23 февраля того же года икону привезли в Санкт-Петербург, в церковь святых мучениц Веры, Надежды Любови и матери их Софии, будущее монастырское подворье. Здесь после первого же молебна обнаружилось, что икона чудотворная — исцелилась женщина, много лет страдавшая астмой.
В 1994 году было зафиксировано мироточение иконы, первоначально именуемой Касперово-Тервенической. В 1996 году было получено благословение митрополита Санкт-Петербургского и Ладожского Владимира, считать икону местночтимой и именовать её по месту прославления Тервенической.
Каждый год, в праздник Покрова Пресвятой Богородицы, отмечаемый 14 октября, из Тервенической обители на монастырское подворье в Санкт-Петербурге привозят Тервеническую икону, которая находится в храме до праздника Рождества Христова, 7 января.